# Gradište (miasto Pirot)
Gradište (cyr. Градиште) – wieś w Serbii, w okręgu pirockim, w mieście Pirot. W 2011 roku liczyła 73 mieszkańców.